# Anna Castelli Ferrieri

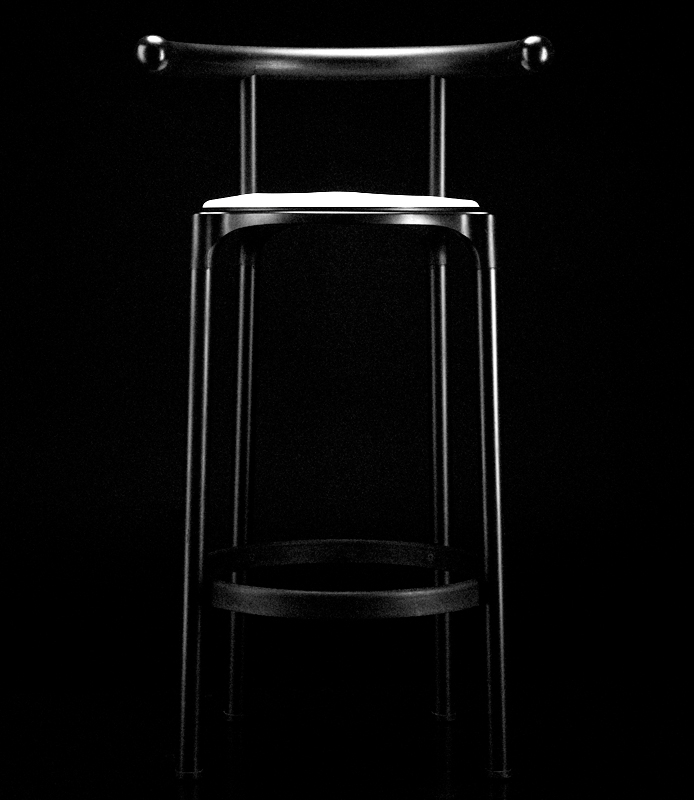
Banqueta diseñada por Anna Castelli Ferrieri

Anna Castelli Ferrieri (Milán, 6 de agosto de 1918 - Milán, 22 de junio de 2006) fue una arquitecta, urbanista y diseñadora italiana, cofundadora de la empresa Kartell, pionera del diseño contemporáneo italiano.

## Primeros años
Su padre era Enzo Ferrieri, un intelectual fundador y editor de la revista Il Convengo. Ella fue de las primeras tituladas del Politécnico de Milán. Durante sus estudios en Milán seguía con sus compañeros la Bauhaus por arquitectura y por política porque pensaban que a través de la producción industrial en masa liberarían a la gente de la necesidad y el agotamiento; era el debate de la diferencia entre artesanía y producción industrial.
Conoció a Le Corbusier en París, pero eligió trabajar con Franco Albini, que le enseñó la responsabilidad del proyecto. Después trabajó con Ignazio Gardella, primero para aprender y luego como socia.

## Trayectoria
Trabajó con Ignazio Gardella en varios proyectos de 1959 a 1973. Dos obras a destacar de este periodo son las oficinas de Alfa Romeo en Arese, (1968-74) y un edificio de viviendas en los Jardines de Hércules en Milán, en Vía Marchiondi 7 (1949-1955). Otros trabajos con Ignazio Gardella fueron la Sede de Tecnitub en Podenzano, la sede de Castek en Milán, la sede de Kartell en Binasco, la rehabilitación del Palazzo Benci en Florencia o la reconstrucción del Claustro de Bramante en Milán.
Fue redactora jefe de la revista Casabella y más tarde fue cofundadora de Kartell, la empresa pionera de una generación de diseñadores italianos a la que pertenecieron Pier y Achille Castiglioni, Gae Aulenti, Ettore Sottsass y Joe Colombo. Todos ellos transformaron el mundo del diseño con su interés por usar nuevas tecnologías y materiales como el plástico, un material frecuentemente utilizado por Anna Castelli. En una entrevista de la RAI la propia Castelli contó cómo tuvo la suerte de vivir en primera persona el surgimiento de la empresa como sello del estilo moderno italiano.
Anna Castelli formó parte de un grupo pequeño de arquitectos italianos, la segunda generación de racionalistas, que incluso llegaron a conocer a la primera generación, desde Aalto a Le Corbusier; y que coincidieron con dos generaciones de maestros, la histórica y la de sus amigos: Franco Albini, Ignazio Gardella, BBPR, Piero Bottoni, Marco Zanuso y Gio Ponti entre otros.
Para Kartell, la empresa que cofundó junto a su marido, Giulio Castelli, diseñó varios muebles: la silla apilable 4850 que ganó el Compasso d'Oro, la línea de muebles en plástico Componibili, que fue muy galardonada y se mantuvo fabricándose posteriormente, y es un modelo exhibido en el MoMA de Nueva York o el Pompidou de París. 
Durante unos años dio clase en el Politécnico de Milán y en la Academia Domus.
Anna Castelli Ferrieri fue presidenta de la Asociación de Diseño Industrial (ADI) a partir de 1969 a 1971, miembro del Instituto Nacional de Planificación Urbana (INU), y miembro fundador del Movimiento por el estudio de arquitectura (MSA).